# Léopold Lafleurance
Léopold Jean Baptiste Lafleurance (17. april 1865 i Bordeaux – 4. august 1953 i Saulxier) var en fransk fløjtenist og underviser.
Lafleurance kom ind på Conservatoire de Paris som 12-årig med klaver som hovedfag og fik privatundervisning i tværfløjte af Paul Taffanel. Allerede i en alder af 13 år medvirkede han under sin onkel som fløjtenist i orkesteret Société des Concerts og senere også i andre orkestre. Fra 1888 spillede han som reserve og fra 1891 som fast medlem i Pariseroperaen (som piccolofløjtenist først i 1947 som 81-årig blev han pensioneret). Fra 1914 til 1919 havde han et fløjteprofessorat ved Conservatoire de Paris. Blandt hans elever er Joseph Rampal og René le Roy.